# 上菲格鲁埃拉
上菲格鲁埃拉（西班牙語：Figueruela de Arriba）是西班牙卡斯蒂利亚-莱昂萨莫拉省的一个市镇。 总面积153平方公里，总人口507人（2001年），人口密度3人/平方公里。